# Percleveïta-(Ce)
La percleveïta-(Ce) és un mineral de la classe dels silicats. Rep el seu nom de Per Theodor Cleve (1840-1905), professor de química a la Universitat d'Uppsala, a Suècia i descobridor dels elements Holmi i Tuli

## Característiques
La percleveïta-(Ce) és un silicat de fórmula química Ce₂Si₂O₇. Va ser aprovada com a espècie vàlida per l'Associació Mineralògica Internacional l'any 2002. Cristal·litza en el sistema tetragonal. La seva duresa a l'escala de Mohs és 6.
Segons la classificació de Nickel-Strunz, la percleveïta-(Ce) pertany a «09.BC: Estructures de sorosilicats (dímers), grups Si₂O₇, sense anions no tetraèdrics; cations en coordinació octaèdrica [6] i major coordinació» juntament amb els següents minerals: gittinsita, keiviïta-(Y), keiviïta-(Yb), thortveitita, itrialita-(Y), keldyshita, khibinskita, parakeldyshita, rankinita, barisilita, edgarbaileyita i kristiansenita.

## Formació i jaciments
Va ser descoberta a les mines de Bastnäs, a Riddarhyttan, Skinnskatteberg, al comtat de Västmanland, Suècia. També ha estat descrita al mont Ulyn Khuren, al massís Khaldzan Buragtag, a Mongòlia, així com a West Pierrepont, al comtat de St. Lawrence, a l'estat de Nova York, als Estats Units. No ha estat descrita en cap altres indret del planeta.